# خالد بن محمد العطیه
خالد بن محمد العطیه (عربی: خالد بن محمد العطیة؛ زادهٔ ۹ مارس ۱۹۶۷) وزیر دفاع قطر از ژانویه ۲۰۱۶ است. او از ۲۰۱۳ تا ۲۰۱۶ وزیر امور خارجه قطر بود.